# Regatul Olandei
Regatul Olandei (neerlandeză Koninkrijk Holland, franceză Royaume de Hollande) a fost creat la data de 5 iunie 1806 când Napoleon Bonaparte înlocuiește republica Batavă cu o monarhie (regat marionetă) sub conducerea fratelui său Louis Bonaparte, cu titlul de regele Ludovic I al Olandei pentru a elimina tendințele republicane din teritoriile controlate de Franța. Numele celei mai cunoscute provincii ale Țărilor de Jos, Olanda, a fost utilizat pentru a numi regatul. Olanda se extindea în zona actualelor Țări de Jos, cu excepția Limburgului și părți din Zeelanda, care erau teritoriu francez. A fost prima monarhie formală din Țările de Jos din 1581. În 1807, Frislanda de Est și Jever au fost adăugate regatului. 
Napoleon i-a ordonat fratelui său să apere interesele franceze, dar acesta s-a dovedit a fi un rege foarte olandez. Acesta s-a dovedit a fi foarte recalcitrant în a aplica anumite măsuri negative pentru regat cum ar fi conscripția și aplicarea Blocadei Continentale. În 1809 invazia engleză a insulei Walcheren a fost respinsă de armatele franco-olandeze (forțele olandeze care luptau pe partea franceză au participat la înfrângerea rebeliunii germane anti-bonapartistă condusă de Ferdinand von Schill, la bătălia de la Stralsund), dar Napoleon a considerat această acțiune ca prea ezitantă și acesta decide anul următor să incorporeze regatul în Imperiu. La data de 13 iulie 1810 ultimele provincii sunt anexate încheindu-se astfel existența regatului. În cadrul Imperiului teritoriul regatului a fost organizat în 9 departamente:
- Bouches-de-l'Escaut
- Bouches-de-l'Yssel
- Bouches-de-la-Meuse
- Bouches-du-Rhin
- Ems-Occidental
- Ems-Oriental
- Frise
- Yssel-Supérieur
- Zuyderzée

La sfârșitul epocii napoleoniene, după Congresul de la Viena, în 1815, frontierele Franței au fost readuse la limitele din 1791, iar teritoriul Regatului Olandei a intrat în componența Regatului Unit al Țărilor de Jos, dar noua dinastie de Orania care conduce noul regat se va inspira foarte mult din instituțiile și reformele inițiate de Louis Bonaparte. Și-au asumat, după căderea lui Napoleon, statutul de monarhi cu drepturi depline – punând capăt statutului lor ambiguu de secole de stat de stat, care fusese sursă de instabilitate nesfârșită și de conflict de-a lungul istoriei Republicii Olandeze.